# Aeonium nobile
Aeonium nobile is een zeldzame overblijvende plant uit de vetplantenfamilie (Crassulaceae). De plant is endemisch op het Canarische Eiland La Palma.
Het is de enige Aeonium-soort met rode bloemen, en tevens een van de zeldzaamste en meest bedreigde.

## Naamgeving enetymologie
- Synoniemen: Sempervivum nobile Praeger
- Spaans: Bejeque rojo

De botanische naam Aeonium is afgeleid uit het Oudgriekse αἰώνιος, aiōnios (eeuwig), naar de overblijvende bladeren. De soortaanduiding nobile betekent zoveel als "nobel", in de zin van "ongewoon".

## Kenmerken
Aeonium nobile is een overblijvende, kruidachtige plant met een tot 60 cm lange, onvertakte stengel. De bladeren zijn tot 30  cm lang, dik en vlezig, omgekeerd eirond tot halfcirkelvormig, grijsgroen tot helder- of donkerrood gekleurd, aanvankelijk in een schotelvormig bladrozet maar later verspreid langs de bloemstengel.
De bloeiwijze is een rechtopstaande, halfronde of schermvormige tros, die tot 30 cm boven de bladrozet uitstijgt, met donkerroze of rode bloemen (een kleur die A. nobile onderscheidt van alle andere Aeonium-soorten), elk met zeven tot negen kroonblaadjes.
De plant bloeit in het voorjaar. Hij is monocarpisch; de plant sterft af na de bloei.

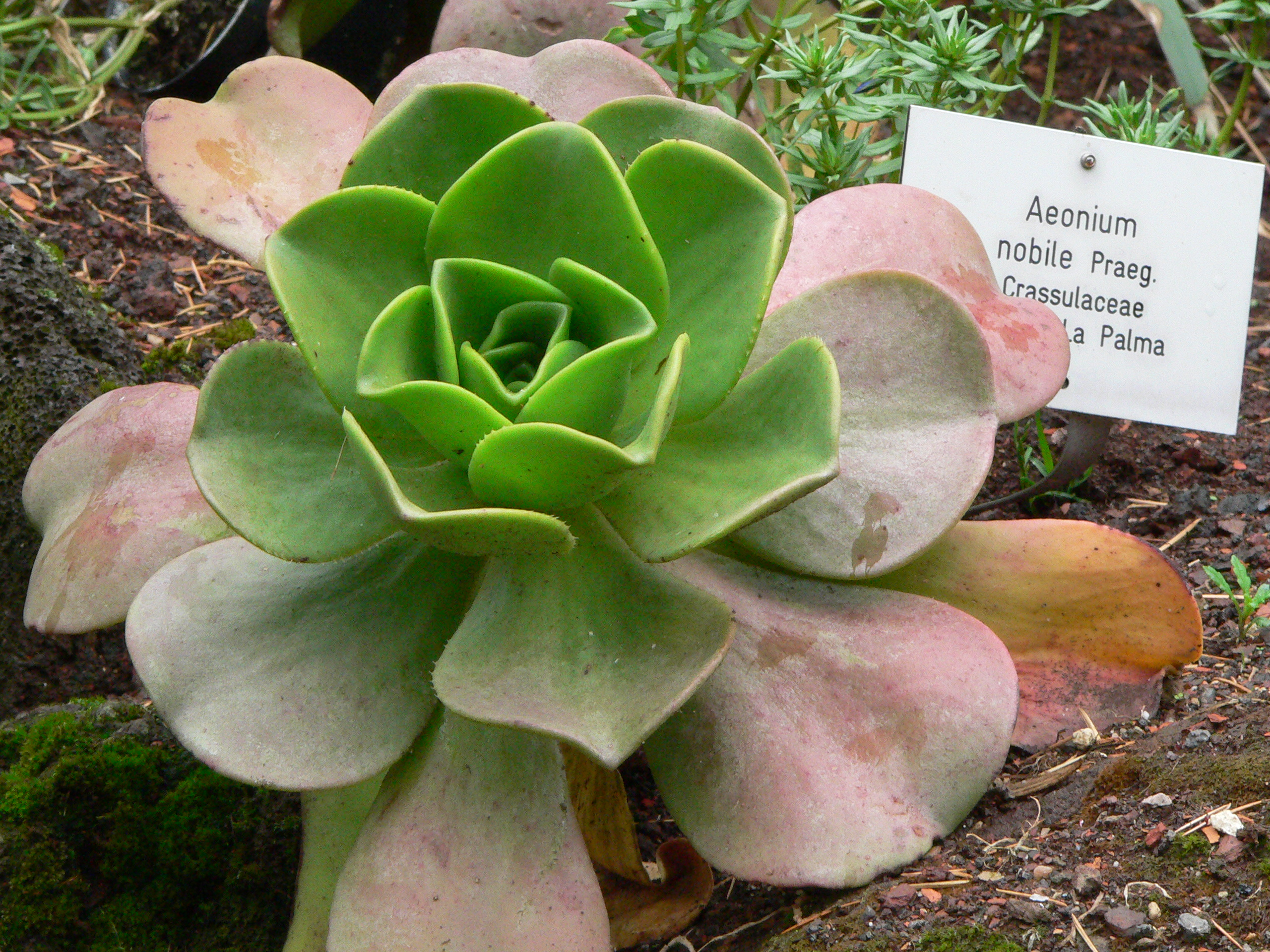
detail bladrozet

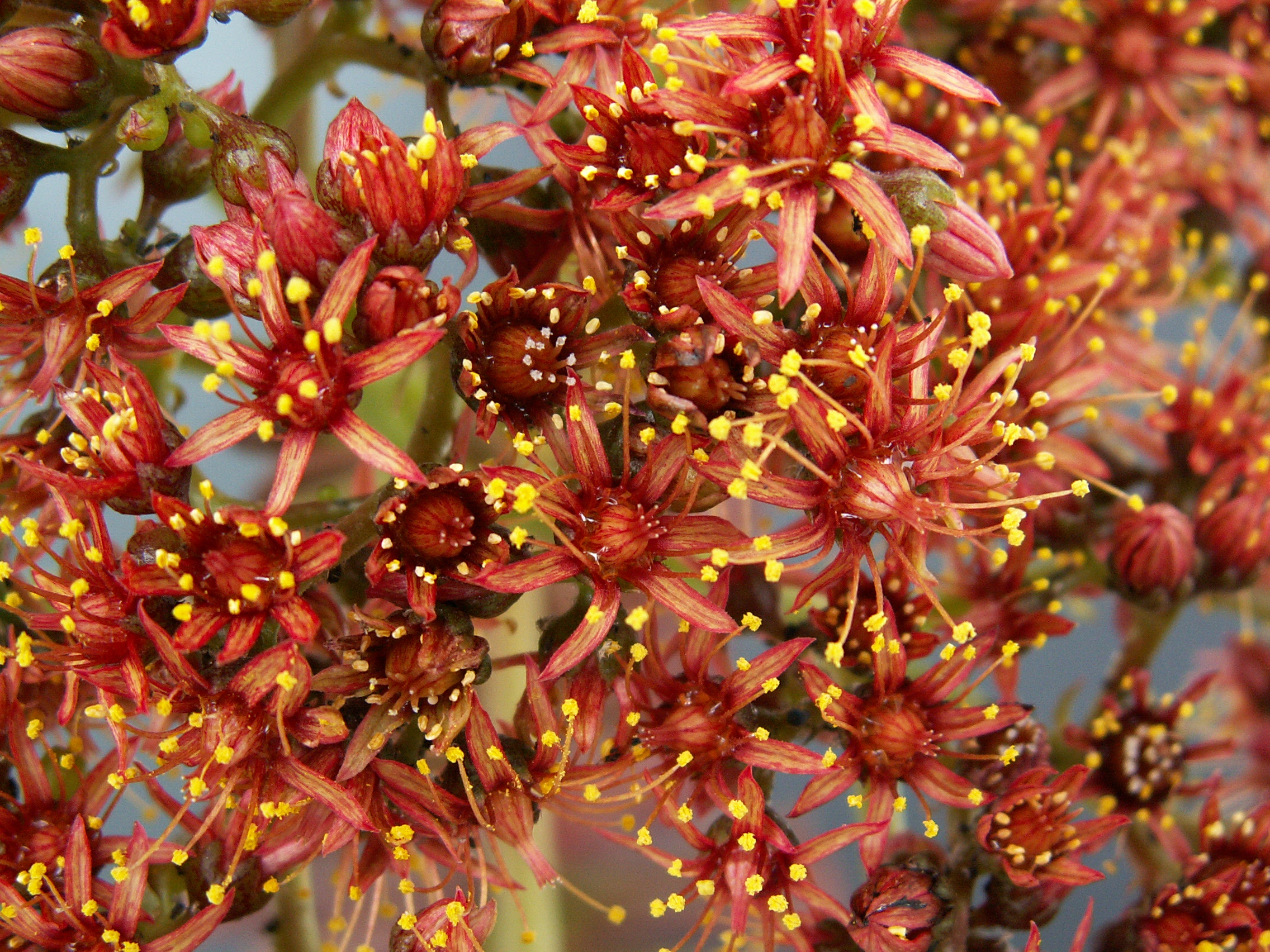
detail bloemen

## Habitaten verspreiding
Aeonium nobile groeit op zonnige of licht beschaduwde plaatsen op verweerde vulkanische bodem en op basaltrotsen, van 120 tot 800 m hoogte, meestal vlak bij de kust, dikwijls in combinatie met Euphorbia canariensis en Kleinia neriifolia.
De plant is endemisch op het westelijke Canarische eiland La Palma, waar hij sporadisch voorkomt langs de noordkust.

## Bedreigingen en bescherming
De plant heeft de IUCN-status kwetsbaar, vooral omwille van het verdwijnen van zijn habitat door landbouwactiviteiten, van overbegrazing door vooral geiten, en het verzamelen door plantenliefhebbers.
... · 
A. arboreum · 
A. canariense · 
A. davidbramwellii · 
A. glandulosum · 
A. glutinosum · 
A. goochiae · 
A. hierrense · 
A. nobile · 
A. sedifolium · 
A. spathulatum · 
...